# Grb Splita
Grb Grada Splita je grb pravokutnog oblika, čija je osnova stilizirano sjeverno pročelje Dioklecijanove palače, te zvonik splitske katedrale prijašnje visine. U lijevom gornjem kutu je povijesni hrvatski grb u obliku štita, a u desnom gornjem kutu je štit iste veličine i oblika u kojem je smješten lik Sv. Dujma, zaštitnika Splita u cijeloj visini. Grb je uokviren gotičkim kvadratima.

## Povijest
Prema pisanim svjedočanstvima, grad Split služio se svojim grbom još u ranom 14. stoljeću. Jedan od najstarijih reljefa gradskog grba nalazi se u istočnom dijelu stare splitske vijećnice. Mali reljef četvornog oblika širok 51 cm, a visok 59 cm uzidan je uz prizemne arkade. Uokviren je izmjeničnim zupcima, motivom uobičajenim u romaničkom i gotičkom stilu. Dva mala grba smještena između okvira i zvonika s jedne i druge strane su otučena, ali primjetan je njihov oblik šiljastog štita koji su redovito imali grbovi u 13. i 14. stoljeću.
Gradski grb je bio u službenoj uporabi do završetka Drugog svjetskog rata 1945. godine, nakon čega je ukinuto njegovo javno korištenje. Godine 1969. počinje se koristiti modificirani prikaz gradskog grba s crvenom zvijezdom. Lik sv. Dujma zamijenio je zvijezdu 1991. godine.